# フェルスベルク (ヘッセン)
フェルスベルク (ドイツ語: Felsberg, ドイツ語発音: [ˈfɛlsbɛrk]) は、ドイツ連邦共和国ヘッセン州北部シュヴァルム＝エーダー郡に属す市である。この街はカッセルの約 20 km 南に位置している。

## 地理
フェルスベルク周辺の地形は、丘陵と小さな池と砂礫の採取跡で特徴付けられる。
この街は西ヘッセン盆地の一部であり、従って第三紀に形成された盆地に位置していることになる。玄武岩の丘と平らな川沿いの谷が交互に現れるのが特徴である。この谷には河川堆積物が積もったため、この街も黄土堆積物の厚い層の上にある。フェルスベルクの市域をエーダー川が流れている。ゲンズンゲン市区の上流側には、ハイリゲンベルク城趾や旧カルトゥジオ会エッペンベルク修道院跡が遺るハイリゲンベルク（山）がある。
ベッディガー市区の近くには、ベッディガー・ベルクがあう。ここにはヘッセン州で最も北に位置する公式に登録されたワイナリーがあり、旧ドイツ連邦で最も北に位置する経済的に運営されているブドウ農場がある。エーダー川沿いの土地は、ドイツで最初に最初のエコロジカルなブドウ園の一つである。ベッディガー・ベルクは、ラインガウ・ワイン生産地域に属している。

### 隣接する市町村
フェルスベルクは、北はエーダーミュンデ、グックスハーゲン、ケルレ、東はメルズンゲン、南はマールスフェルトおよびホムベルク (エフツェ)、西はヴァーベルン、フリッツラー、グーデンスベルク（いずれもシュヴァルム＝エーダー郡）と境を接している。

### 市の構成
フェルスベルク市には、以下の16の市区がある。
| - フェルスベルク - アルテンブルンスラー（1974年1月1日以降） - アルテンブルク（1971年12月31日以降） - ボイエルン（1974年1月1日以降） - ベッディガー（1971年2月1日以降） - ゲンズンゲン（1974年1月1日以降） - ヘルムハウゼン（1971年12月31日以降） - ヘッセローデ（1974年1月1日以降） | - ヘスラー（1974年1月1日以降） - ヒルガースハウゼン（1971年12月31日以降） - ローレ（1971年2月1日以降） - メルガースハウゼン（1974年1月1日以降） - ノイエンブルンスラー（1974年1月1日以降） - ニーダーフォアシュッツ（1971年12月31日以降） - リュンダ（1974年1月1日以降） - ヴォルファースハウゼン（1974年1月1日以降） |

フェルスベルクに合併するまでは、アルテンブルンスラー、ノイエンブルンスラー、ヴォルファースハウゼンは自治体ブルンスラーを形成しており、ボイエルン、ゲンズンゲン、ヘッセローデ、ヘスラー、メルガースハウゼンは自治体ゲンズンゲンを形成していた。1974年1月1日、ブルンスラーとゲンズンゲンがフェルスベルク市に合併するのに伴い、同市の市区となった。

## 歴史
フェルスベルク地域に氷期から定住者があったことは、12000年前のいわゆる「リュンダの遺骨」で明らかである。
紀元1世紀、この地域はカッティ族の定住地となっていた。当時のこの地域に関する唯一の記述は、15年にゲルマニクスの軍がカッティ族の首邑であるマッティウムを破壊したという報告である。遅くとも8世紀以降には、このカッティ族居住地域はフランク王国の一部となっていた。この頃キリスト教宣教師ボニファティウスがこの地位で活動を行った。彼は723年にフェルスベルクから 15 km 離れたフリッツラーで土着の信仰の神木であった「トールのオーク」を切り倒し、北ドイツのキリスト教化を成し遂げた。

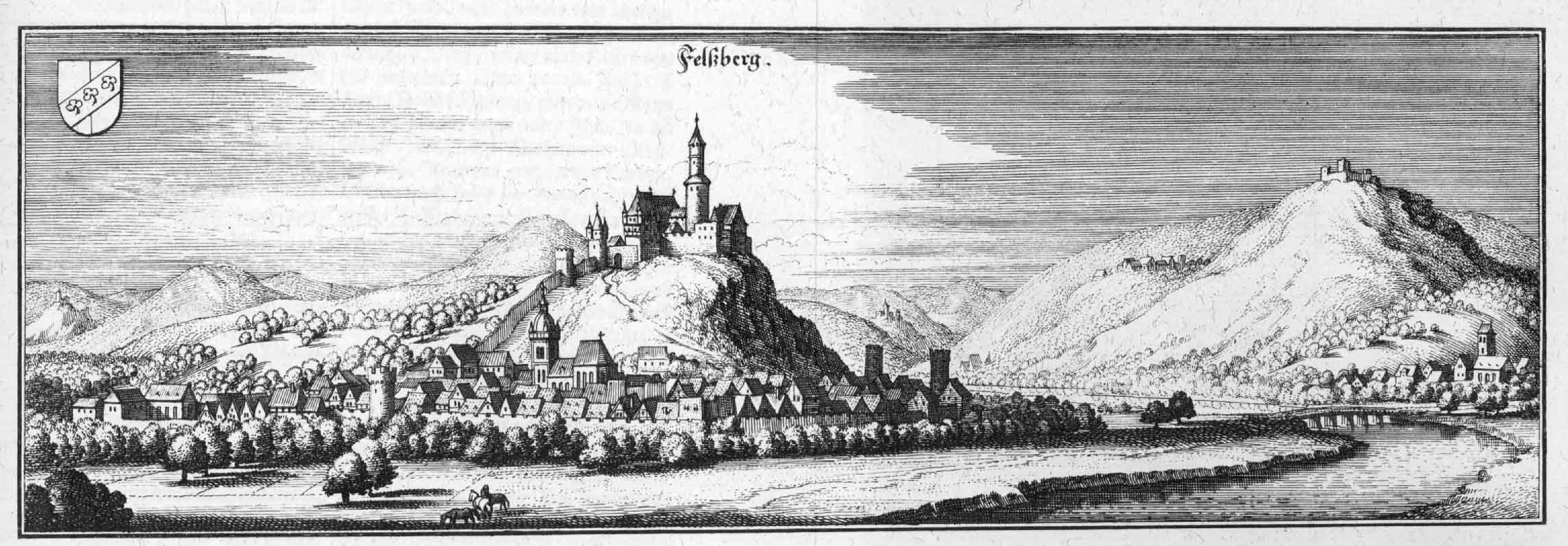
1655年に出版されたマテウス・メーリアンの銅版画に描かれたフェルスベルク

市内にはいくつかの城址が遺されている。フェルスブルク城趾、アルテンブルク市区のアルテンブルク城趾、中核市区とはエーダー川をはさんだ対岸にあたるゲンズンゲン市区の高台にあるハイリゲンベルク城趾がそれである。このためフェルスベルクは、市町村合併によりアルテンブルクとゲンズンゲンが同市の市区となった1974年以後、時折「3つの城の街」と呼ばれる。これらの城は、中世にはこの地域がマインツ大司教領とテューリンゲンおよびヘッセン方伯領との境界地域という戦略的に重要な位置にあったために建設されたものである。ハイリゲンベルク城はマインツ側の、フェルスブルク城とアルテンブルク城はヘッセン側の城であった。フェルスブルク城も、そこから 2 km 離れたアルテンブルク城も特徴的な塔（地元では「ブターファス」（バターを造る際にミルクを攪拌するための桶）と呼ばれている）によって印象づけられる。塩の生産が行われたヴェラ川周辺地域からフェルスベルクを通ってライン地方へ至る「塩の道」が通っていた。
1090年にフェルスベルクは、「Velisberc」という表記でマインツ大司教の文書に記録されており、1209年にはフリッツラーのペトロ聖堂参事会の土地台帳にも記録されている。歴史的な旧市街は、13世紀から全長 830 m の市壁によって囲まれており、現在もその一部が遺されている。1455年から1488年まで、方伯の「金を生産せよ」という命令を承けて錬金術師クラウス・フォン・ウアバッハがフェルスブルクで活動した。1510年頃には、オイリキウス・コルドゥスが財務書記としてフェルスベルクに駐在した。
ナポレオンによるヴェストファーレン王国時代（1807年 - 1813年）には、フェルスベルクはフェルスベルク小郡の行政中心地であった。
第二次世界大戦でフェルスベルクは空爆を受け、エーダー川の堰き止めダムが破壊されたことにより甚大な被害を受けた。

## 行政

### 議会
フェルスベルクの市議会は、37議席からなる。

### 首長
市長のフォルカー・シュタインメッツは2008年4月1日からこの職にある。2007年11月11日の決選投票で彼は、67.6 % の票を獲得して当選した。2008年3月31日に、24年の長期にわたって市長を務めたクラウス・シュティーゲル (SPD) はその職を退いた。

### 紋章
市の紋章としては、1570年以降ローテンブルク城を描いたものが知られていた。これは1633年のヴィルヘルム・ヴェッセルによるヘッセン紋章録にも掲載されている。

### 姉妹都市
- ヴェルヌイエ（フランス、ウール＝エ＝ロワール県）
- チェダー（イギリス、サマセット）

友好都市としては、フェルスベルク（ドイツ、ザールラント州ユーバーヘルムの市区）、フェルスベルク (スイス)（スイス、グラウビュンデン州）、ディンゲルシュテット（ドイツ、テューリンゲン州）がある。

## 文化と見所

### 博物館
- 養蜂博物館: ハイリゲンベルクの旧カルトゥジオ会エッペンベルク修道院の楼門にあり、フェルスベルク養蜂家協会が運営している。
- ゲンズンゲン市区の先史・古代史博物館

### 芸術遊歩道
アルス・ナトゥーラ・プロジェクトは2001年にフェルスベルクの東を始点とする芸術遊歩道を整備した。こうした遊歩道は、各地で整備され、その総延長は 700 km におよぶ計画である。

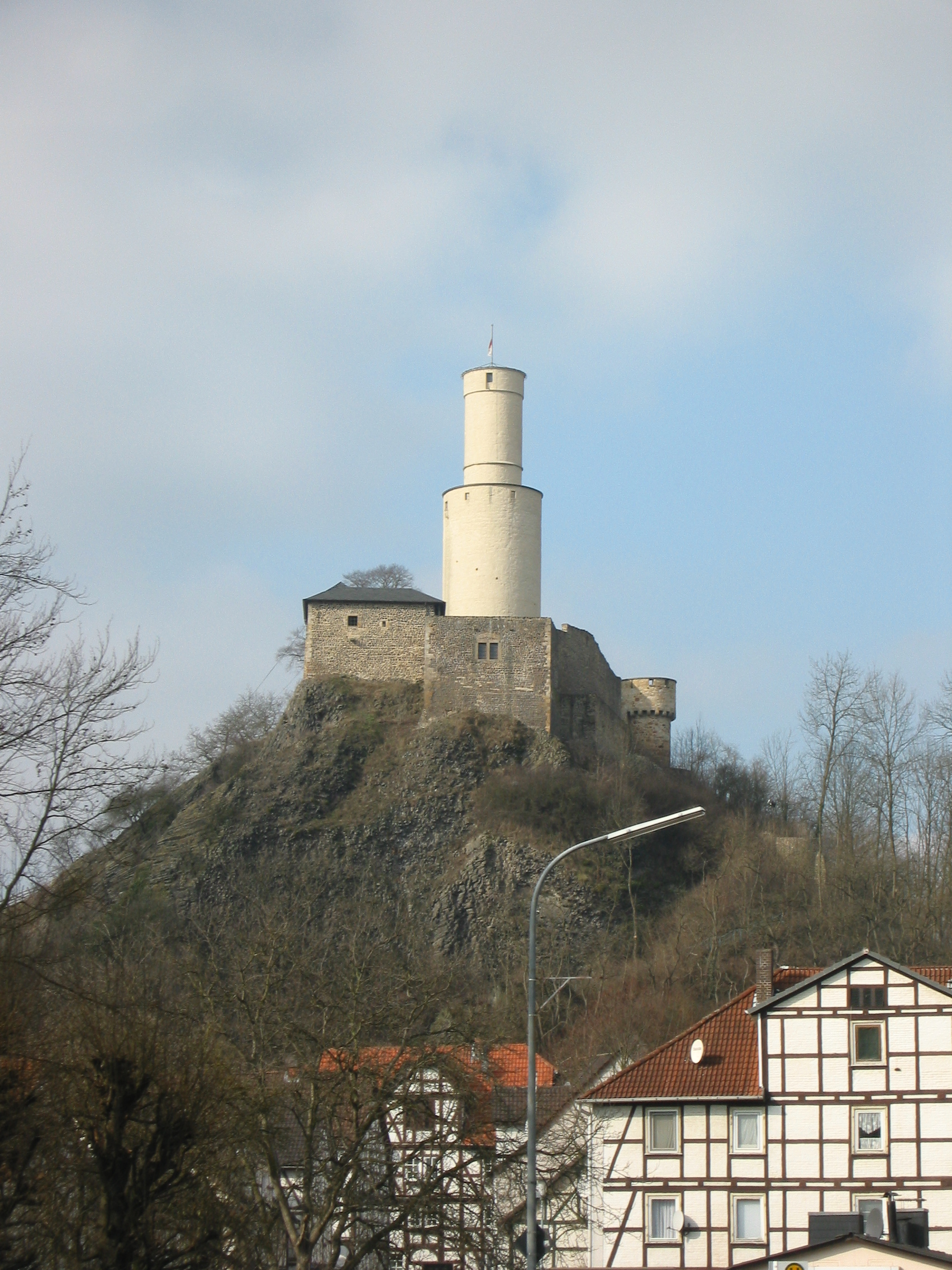
フェルスブルク城趾と旧市街の木組み建築

### 建造物
- 旧市街: フェルスブルク城趾の麓に小さな木組み建築が建っている。
- プロテスタントの市教会: 低層の長堂と高層の内陣を持つこの教会は15世紀半ばに建設された。西の塔は14世紀半ばにまで遡る。1640年に長堂の平屋根が完成した。
- フェルスブルク城趾: この城趾は旧市街に隣接する切り立った玄武岩の岩山の上に建っている。この城趾には、城内礼拝堂とベルクフリート（主塔）が遺されている。1338年に建設された塔は、住民に「ブターファス」と呼ばれている。この塔は、急勾配の木製階段を「よじ登る」ことができる。
- ハイリゲンブルク城趾: ゲンズンゲン市区のハイリゲンベルク（山）上にある。（城趾には展望塔がある）
- アルテンブルク城趾: アルテンブルク市区にある城趾

- 養蜂博物館（左手前）。右奥の石造の遺構は旧カルトゥジオ会エッペンベルク修道院跡
- ハイリゲンブルク城趾の展望塔
- アルテンブルク城趾

### スポーツ
- ハンドボールクラブ HSG ゲンズンゲン/フェルスベルクは、2007/2008年シーズンまでブンデスリーガ2部南地区でプレイしていた。2010/2011年シーズンからは3部リーガ東地区でプレイしている。
- サッカークラブ FSC ゲンズンゲン/フェルスベルクは、カッセル・グルッペンリーガ1部で、2007/2008年シーズンに3位となった。

## 人物

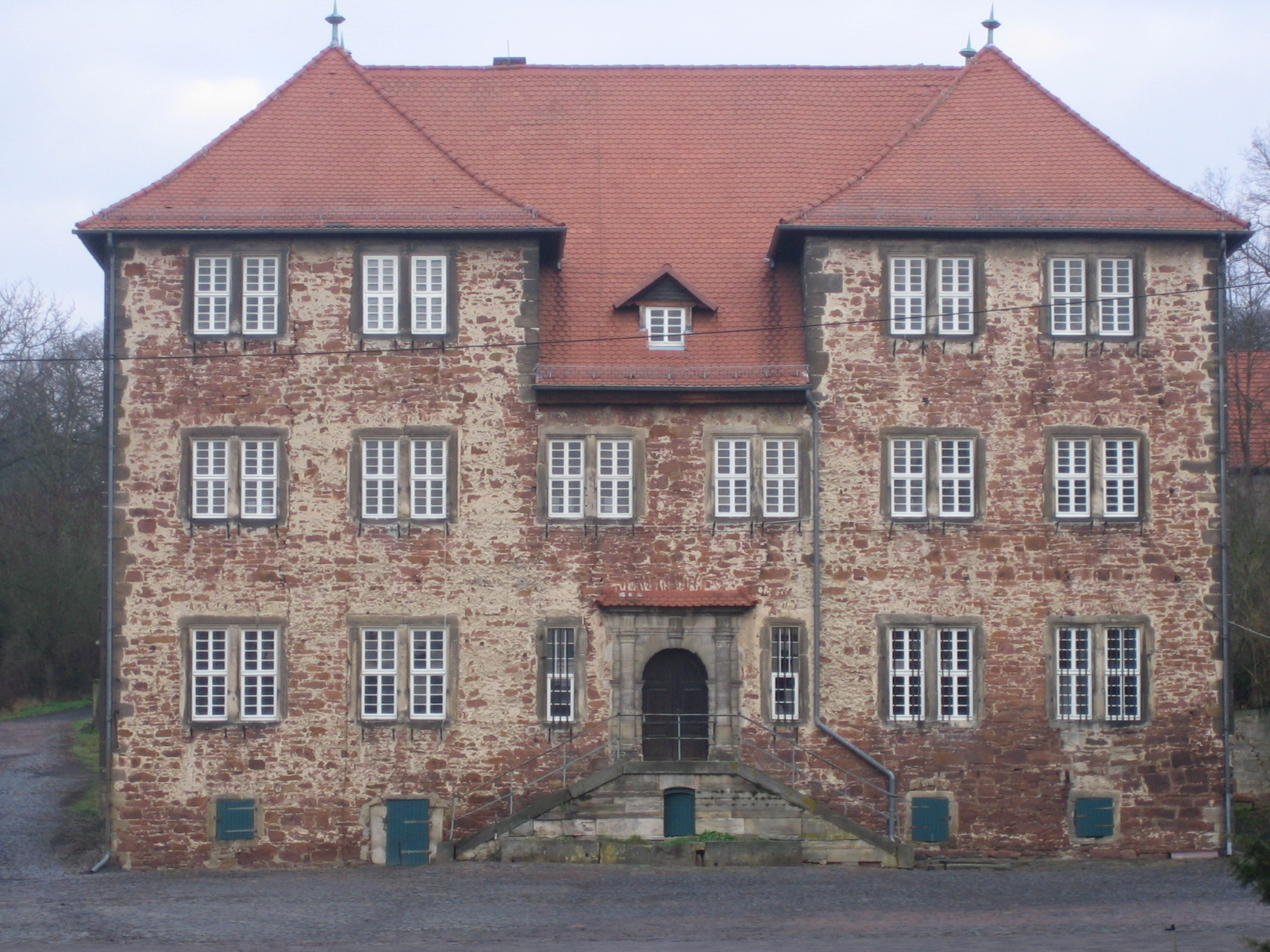
エクベルト・ハイエッセンが育ったミッテルホーフ

### ゆかりの人物
- エクベルト・ハイエッセン（1913年 - 1944年）反ナチス運動家。1920年代にゲンズンゲンのミッテルホーフ（屋敷）で育った。

## 引用
1. ↑  Hessisches Statistisches Landesamt: Bevölkerung in Hessen am 31.12.2023 (Landkreise, kreisfreie Städte und Gemeinden, Einwohnerzahlen auf Grundlage des Zensus 2011)]
2. ↑  Max Mangold, ed (2005). Duden, Aussprachewörterbuch (6 ed.). Dudenverl. p. 327. ISBN 978-3-411-04066-7